# Vicki Baum
Vicki Baum, pseudônimo de Hedwig Baum (Viena, 24 de janeiro de 1888 — Hollywood, 29 de agosto de 1960) foi uma escritora austríaca. É conhecida pelo romance Menschen im Hotel ("People at a Hotel", 1929 - publicado em inglês como Grand Hotel), um de seus primeiros sucessos internacionais. Foi transformado em um filme de 1932 e em um musical da Broadway em 1989.

## Educação e vida pessoal
Baum nasceu em Viena em uma família judia. Sua mãe Mathilde (nascida Donath) sofria de doença mental e morreu de câncer de mama quando Vicki ainda era uma criança. Seu pai, descrito como "um homem" tirânico e hipocondríaco", era um bancário que foi morto em 1942 em Novi Sad (atual Sérvia) pelos soldados da ocupação húngara. Ela começou sua carreira artística como musicista tocando harpa. Ela estudou no Conservatório de Viena e tocou na Vienna Concert Society. Mais tarde, ela trabalhou como jornalista para a revista Berliner Illustrirte Zeitung, publicada pela Ullstein-Verlagem Berlim.
Baum foi casado duas vezes. Seu primeiro casamento, de curta duração, em 1914, foi com Max Prels, um jornalista austríaco que a apresentou à cena cultural vienense; alguns de seus primeiros contos foram publicados com o nome dele. Eles se divorciaram e, em 1916, ela se casou com Richard Lert, um maestro e seu melhor amigo desde a infância. Eles tiveram dois filhos, Wolfgang (nascido em 1917) e Peter (nascido em 1921).

## Boxe
Baum começou a lutar boxe no final dos anos 1920. Ela treinou com o boxeador turco Sabri Mahir em seu Estúdio de Boxe e Cultura Física em Berlim. Embora o estúdio fosse aberto a homens e mulheres, Baum escreve em suas memórias, Era tudo muito diferente (1964), que apenas algumas mulheres (incluindo Marlene Dietrich e Carola Neher) treinaram lá: “Não sei como o feminino elemento se infiltrou nesses reinos masculinos, mas, em qualquer caso, apenas três ou quatro de nós éramos fortes o suficiente para passar por isso”. Posicionando-se como uma “nova mulher”, ela afirmou sua independência no domínio tradicionalmente masculino do boxe e desafiou antigas categorias de gênero. Ela escreve que “Sabri impôs uma limitação às mulheres - nada de sparring no ringue, nada de olhos roxos, nada de narizes sangrentos. Socar a bola foi bom, no entanto, para desenvolver uma esquerda bem direta, uma dobradinha rápida; uma mulher nunca sabe quando ela pode ter que se defender, certo? " Enquanto treinava com Mahir, Baum dominou uma rotina de pular corda projetada para o campeão alemão dos pesos pesados Franz Diener. Mais tarde, ela creditou sua forte ética de trabalho às habilidades incutidas no estúdio de Mahir.

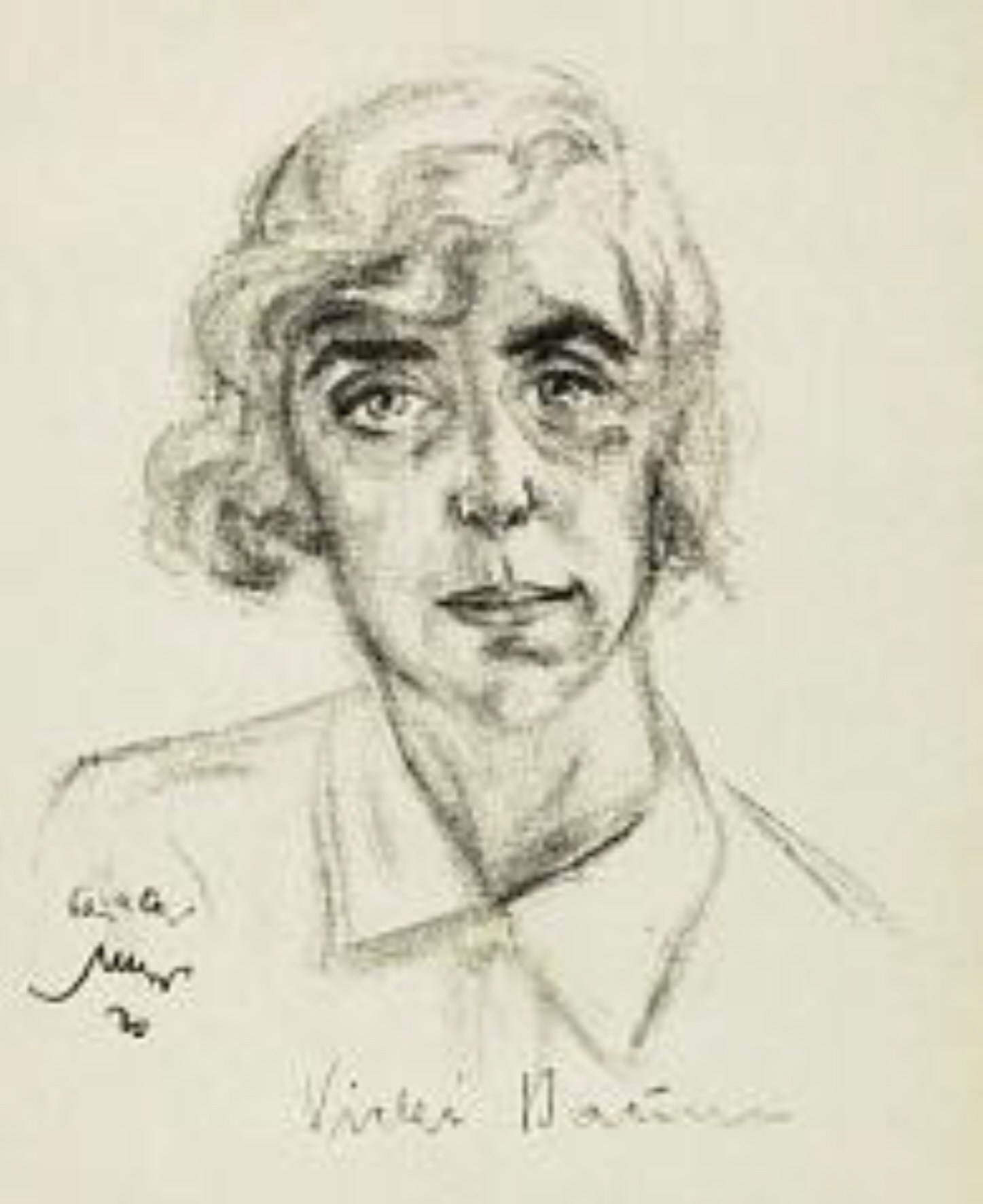
Desenho de Vicki Baum de Emil Stumpp, 1930.

## Carreira de escritor
Baum começou a escrever na adolescência, mas só começou a escrever profissionalmente depois do nascimento de seu primeiro filho. Seu primeiro livro, Frühe Schatten: Die Geschichte einer Kindheit ( Early Shadows: The Story of a Childhood, 1919), foi publicado quando ela tinha 31 anos. Posteriormente, ela publicou um novo romance quase todos os anos, com uma carreira total de mais de 50 livros, pelo menos dez dos quais foram adaptados como filmes em Hollywood. Seu nono romance, Stud. Chem. Helene Willfüer ( Helene ), foi seu primeiro grande sucesso comercial, vendendo mais de 100 000 cópias. Baum é considerada uma das primeiras autoras de best-sellers modernas, e seus livros são vistos como exemplificativos Nova objetividade na literatura dominante contemporânea. Suas protagonistas eram frequentemente mulheres fortes e independentes apanhadas em tempos turbulentos.
Baum é mais famosa por seu romance de 1929 Menschen im Hotel ("Pessoas em um Hotel"), que introduziu o gênero do 'romance de hotel'. Foi transformado em uma peça de teatro em Berlim em 1929, dirigido por Max Reinhardt, e um filme vencedor do Oscar, Grand Hotel, em 1932. Baum emigrou para os Estados Unidos com sua família após ser convidada a escrever o roteiro deste filme. Ela se estabeleceu na área de Los Angeles e trabalhou como roteirista por dez anos, com sucesso moderado. Com a ascensão do nacional-socialismo na Alemanha, suas obras literárias foram denegridas como sensacionalistas e amorais e banidas no Terceiro Reich a partir de 1935. Ela se tornou uma cidadã americana em 1938, e suas obras pós-Segunda Guerra Mundial foram escritas em inglês ao invés de alemão.
Baum visitou Bali em 1935 e tornou-se amigo íntimo do pintor Walter Spies. Com informações históricas e culturais de Spies, ela escreveu Liebe und Tod auf Bali, que foi publicado em 1937 e traduzido para o inglês como Love and Death in Bali. O livro era sobre uma família que foi apanhada no massacre em Bali em 1906, na queda do último reino independente em Bali para os holandeses.

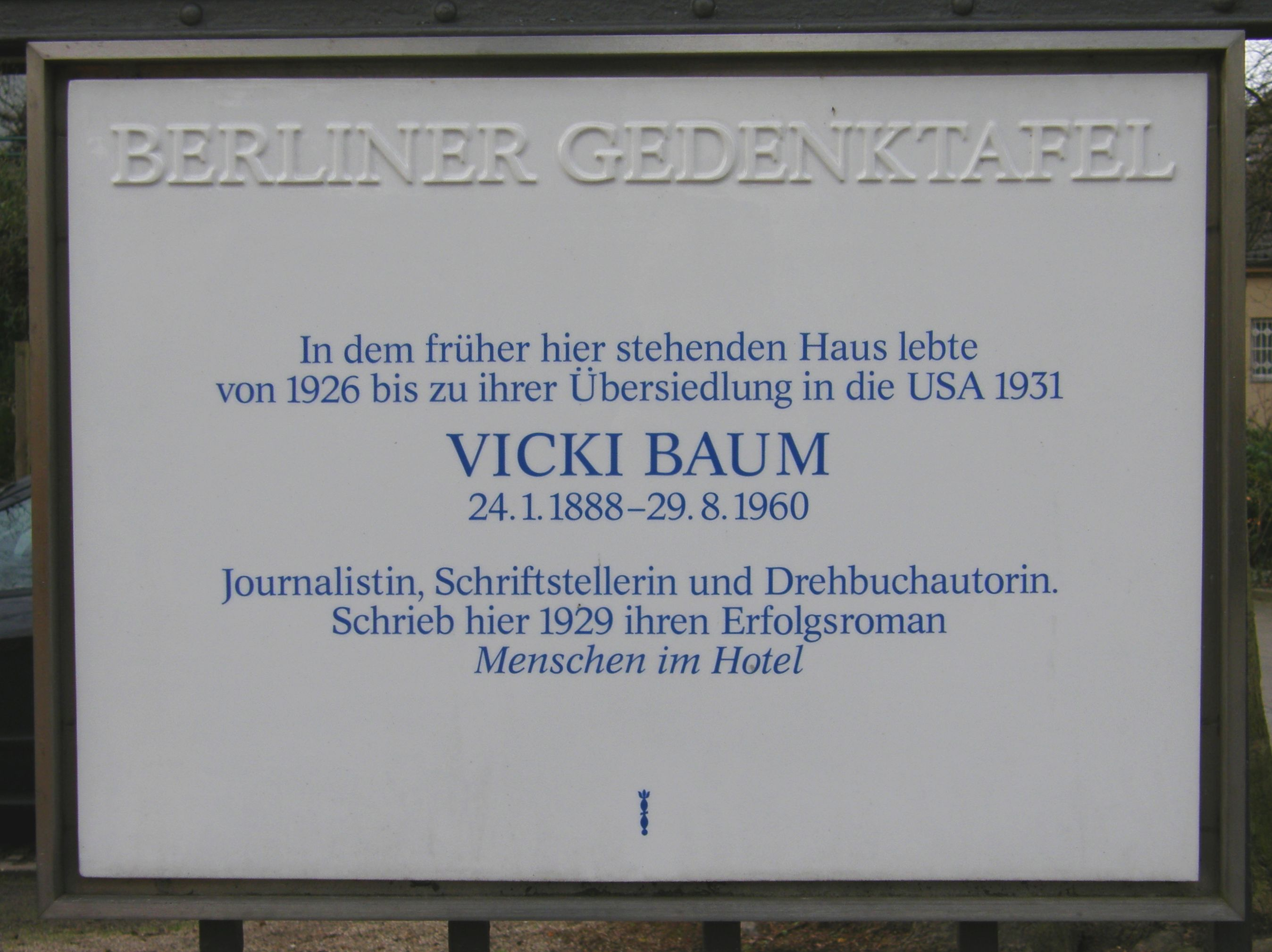
Placa comemorativa de Vicki Baum, inaugurada em 1989 no local da casa em que ela morava na Königsallee 45, Berlim

## Últimos anos e morte
A reputação de Baum entrou em declínio após a Segunda Guerra Mundial. Ela morreu de leucemia em Hollywood, Califórnia, em 1960, aos 72 anos. Seu livro de memórias, It Was All Quite Different, foi publicado postumamente em 1964.

## Trabalhos
- 1919 Frühe Schatten: Die Geschichte einer Kindheit (Early Shadows: The Story of a Childhood)
- 1920 Der Eingang zur Bühne (The Entrance to the Stage)
- 1921 Die Tänze der Ina Raffay (The Dances of Ina Raffay, republished as Kein Platz für Tränen in 1982)
- 1922 Die anderen Tage (The Other Days)
- 1923 Die Welt ohne Sünde (The World Without Sin)
- 1924 Ulle der Zwerg (Ulle the Dwarf)
- 1926 Tanzpause (Pause in the Dance)
- 1927 Hell in Frauensee (Martin's Summer)
- 1927 Feme
- 1928 Stud. chem. Helene Willfüer (Helene)
- 1929 Menschen im Hotel (Grand Hotel)
- 1930 Zwischenfall in Lohwinkel (Incident in Lohwinkel, Results of an Accident in the UK, and And Life Goes On in the US)
- 1930 Miniaturen (Miniatures)
- 1931 Pariser Platz 13 ("13 Paris Square")
- 1932 Leben ohne Geheimnis (publicado no Reino Unido e nos EUA como Falling Star, 1934)
- 1935 Das große Einmaleins / Rendezvous in Paris (The Great Multiplication / Rendezvous in Paris)
- 1936 Die Karriere der Doris Hart (The Career of Doris Hart)
- 1937 Liebe und Tod auf Bali (Love and Death in Bali)
- 1937 Hotel Shanghai (também impresso no Reino Unido sob o nome "Nanking Road")
- 1937 Der große Ausverkauf (The Big Sell-Off) Querido, Amsterdam.
- 1939 Die große Pause (The Big Break)
- 1940 Es begann an Bord (The Ship and the Shores or It Began On Board)
- 1941 Der Weihnachtskarpfen (The Christmas Carp)
- 1941 Marion lebt (Marion Alive; republicado como Marion in 1954)
- 1943 Kautschuk / Cahuchu, Strom der Tränen (The Weeping Wood)
- 1943 Hotel Berlin/ Hier stand ein Hotel (Hotel Berlin/ Here Stood A Hotel, a sequel to Menschen im Hotel )
- 1946 Verpfändetes Leben (Mortgage on Life)
- 1947 Schicksalsflug (Flight of Fate)
- 1949 Clarinda
- 1951 Vor Rehen wird gewarnt (Deer Warning)
- 1953 The Mustard Seed
- 1953 Kristall im Lehm (Krystal Clay)
- 1956 Flut und Flamme (Written on Water)
- 1957 Die goldenen Schuhe (Theme for Ballet)
- 1962 Es war alles ganz anders (It Was All Quite Different) - livro de memórias

## Filmografia
- Assassination, dirigido por Richard Oswald (1927)
- The Three Women of Urban Hell, dirigido por Jaap Speyer (1928)
- Stud. chem. Helene Willfüer, dirigido por Fred Sauer (1930)
- Grand Hotel, dirigido por Edmund Goulding (1932)
- Lake of Ladies, dirigido por Marc Allégret (1934)
- Helene, dirigido por Jean Benoît-Lévy (1936)
- Return at Dawn, dirigido por Henri Decoin (1938)
- The Great Flamarion, dirigido por Anthony Mann (1945)
- Hotel Berlin, dirigido por Peter Godfrey (1945)
- Week-End at the Waldorf, dirigido por Robert Z. Leonard (1945)
- A Woman's Secret, dirigido por Nicholas Ray (1949)
- La Belle que voilà, dirigido por Jean-Paul Le Chanois (1950)
- Le Château de verre, dirigido por René Clément (1950)
- The Red Needle, dirigido por Emil-Edwin Reinert (1951)
- Dreaming Days, dirigido por Emil-Edwin Reinert (1951)
- School for Love, dirigido por Marc Allégret (1955)
- Studentin Helene Willfüer, dirigido por Rudolf Jugert (1956)
- Love, dirigido por Horst Hächler (1956)
- Menschen im Hotel, dirigido por Gottfried Reinhardt (1959)
- Rendezvous in Paris, dirigido por Gabi Kubach (1982)
- Die goldenen Schuhe, dirigido por Dietrich Haugk (1983)
- Hell in Frauensee, dirigido por Wolfgang Panzer (1983)
- Shanghai 1937, dirigido por Peter Patzak (1997)

### Roteirista
- 1934: I Give My Love (dir. Karl Freund)
- 1935: The Night Is Young (dir. Dudley Murphy)
- 1938: The Great Waltz (não creditada) (dir. Dudley Murphy)
- 1940: Dance, Girl, Dance (dir. Dorothy Arzner)
- 1942: Powder Town (dir. Rowland V. Lee)
- 1942: Girl Trouble (dir. Harold D. Schuster)
- 1945: Behind City Lights (dir. John English)
- 1947: Honeymoon (dir. William Keighley)